# ببری که وجود ندارد
ببری که وجود ندارد (انگلیسی: The Tiger That Isn't) یک کتاب آماری نوشتهٔ مایکل بلستلند و اندرو دیلنات، سازنده و مجری برنامهٔ کم و بیشِ رادیو بی‌بی‌سی ۴ است.
این کتاب نقدهای مثبتی را برای ارائهٔ سادهٔ ایده‌های پیچیده دریافت کرده‌است.